# We Will Rock You (відео)
«We Will Rock You» — концертний фільм британського рок-гурту «Queen». Відео було знято в Монреалі, Квебек, Канада на арені «Montreal Forum» 24 і 25 листопада 1981 року.
Новий офіційний реліз концерту (під назвою «Queen Rock Montreal»), відновлений і ремастований «Queen», вийшов 29 жовтня 2007 року на DVD («Eaglevision»), на подвійному CD («Hollywood Records» для США та Канади і «Parlophone Records» для Європи і «EMI» для решти країн світу) та на потрійному вініловому виданні.
Спеціальний подвійний DVD «Queen Rock Montreal & Live Aid» містив виступ «Queen» на концерті «Live Aid», а також раніше неопубліковані інтерв'ю і репетиційні кадри. Версії в форматах HD-DVD і Blu-ray вийшли 4 грудня 2007 року.

## Перелік пісень

### Трек-лист
1. «We Will Rock You» (швидка версія) (Мей)
2. «Let Me Entertain You» (Мерк'юрі)
3. «Play the Game» (Мерк'юрі)
4. «Somebody to Love» (Мерк'юрі)
5. «Killer Queen» (Мерк'юрі)
6. «I'm in Love with My Car» (Тейлор)
7. «Get Down, Make Love» (Мерк'юрі)
8. «Save Me» (Мей)
9. «Now I'm Here» (Мей)
10. «Dragon Attack» (Мей)
11. «Now I'm Here» (реприз) (Мей)
12. «Love of My Life» (Мерк'юрі)
13. «Under Pressure» (Queen/Бові) — примітне тим, що це перше публічне виконання пісні
14. «Keep Yourself Alive» (з імпровізованим джемом перед піснею) (Мей)
15. «Drum Solo/Tympani Solo» (Queen/Тейлор)
16. «Guitar Solo/Guitar and Drum Duel» (Мей)
17. «Crazy Little Thing Called Love» (Мерк'юрі)
18. «Jailhouse Rock» (Лайбер, Столлер)
19. «Bohemian Rhapsody» (Мерк'юрі)
20. «Tie Your Mother Down» (Мей)
21. «Another One Bites the Dust» (Дікон)
22. «Sheer Heart Attack» (Тейлор)
23. «We Will Rock You» (Мей)
24. «We Are the Champions» (Мерк'юрі)
25. «God Save the Queen» (стрічка) (аранжування Мея)

Пісні «Flash» і «The Hero» (написані Меєм) також виконували на цих концертах, але були видалені з фільму. Однак, пісні з'являються на CD і вінілових випусках «Queen Rock Montreal». Відео «Queen Rock Montreal» додатково містило коментарі Роджера Тейлора і Браяна Мея. Пізніше перевидання відео «We Will Rock You» на DVD додатково містило коментар Сола Свіммера (режисер/продюсер).

### Трек-лист (подвійний диск зLive Aid)

#### Live Aid
1. «Bohemian Rhapsody»
2. «Radio Ga Ga»
3. «Hammer to Fall»
4. «Crazy Little Thing Called Love»
5. «We Will Rock You»
6. «We Are the Champions»
7. «Is This the World We Created...?»

- Всі треки записані на стадіоні «Вемблі», 13 липня 1985.

## Створення
В остаточному варіанті відео було використано матеріал з обох ночей виступів. У низці випадків відзнятий матеріал являє собою суміш кадрів з однієї ночі і аудіозаписів з іншого ночі. Нарешті, він вийшов у 2007 році з дозволу групи. Назву також було змінено. Новою офіційною назвою обрали «Queen Rock Montreal». Відео містить перше публічне виконання пісні «Under Pressure».

## Відео-реліз
Концерт був знятий у високоякісному 35-міліметровому форматі, але випуск 1984 року на VHS, який перевидали 2001 року, був дуже дегрегованою версією оригінальної версії, включаючи помітні проблеми синхронізації. Оскільки оригінальні права на фільм на 100% контролювала продюсерська компаня, гурт мало що міг зробити, щоб запобігти різним релізам, що відбувалося до 2007 року, коли «Queen» відновили на нього права, який дав можливість зробити його ремастеризацію.

## Чарти і сертифікації
| Чарт (2007)                                    | Позиція |
| ---------------------------------------------- | ------- |
| Австралія (Australian Top 40 Music DVDs)       | 9       |
| Австрія (Austrian Top 10 Music DVDs)           | 4       |
| Бельгія (Belgium (Flanders) Top 10 Music DVDs) | 3       |
| Бельгія (Belgium (Wallonia) Top 10 Music DVDs) | 4       |
| Данія (Danish Top 10 Music DVDs)               | 3       |
| Фінляндія (Finnish Top 5 Music DVDs)           | 4       |
| Італія (Italian Top 20 Music DVDs)             | 1       |
| Нова Зеландія (New Zealand Top 10 Music DVDs)  | 8       |
| Португалія (Portuguese Top 30 Music DVDs)      | 1       |
| Швеція (Swedish Top 20 DVDs)                   | 1       |

| Чарт (2008)                      | Позиція |
| -------------------------------- | ------- |
| Норвегія (Norwegian Top 10 DVDs) | 2       |

| Країна | Сертифікація | Продано  |
| --- | ------------ | -------- |
| Аргентина (CAPIF)                                                                                          | Платина      | 8,000^   |
| Австралія (ARIA)                                                                                           | Золото       | 7,500^   |
| Канада (Music Canada)                                                                                      | 2×Платина    | 20,000^  |
| Німеччина (BVMI)                                                                                           | Платина      | 50,000^  |
| Нова Зеландія (RMNZ)                                                                                       | Платина      | 5,000^   |
| Польща (ZPAV)                                                                                              | Платина      | 10,000*  |
| Португалія (AFP)                                                                                           | Платина      | 8,000^   |
| Швейцарія (IFPI Switzerland)                                                                               | Золото       | 3,000^   |
| Велика Британія (BPI)                                                                                      | Платина      | 50,000^  |
| США (RIAA)                                                                                                 | 2×Платина    | 200,000^ |
| * Дані про продажі, основані тільки на сертифікації ^ Дані про постачання, основані тільки на сертифікації |              |          |